# Цај Лун
Цај Лун (кин. 蔡伦, пин'јин: Cài Lún), познат и као Ђинг Џонг (кин. 敬仲, пин’јин: Jīng Zhōng), био је кинески царски евнух који се традиционално сматра изумитељем папира, односно процеса производње папира у модерном добу. Рођен је у време династије Источни Хан, у Гуијангу, округ Леијанг (данашњи град Леијанг, провинција Хунан). Он је усавршио технику израде папира у време династије Источни Хан, а такође је и проширио врсте сирових материјала који се могу користити за израду папира – у потпуности је користио отпадне материјале попут коре дрвета,  крпа, конпље, рибарских мрежа, и тиме  уједно и смањио цену папира. Употреба коре дрвета, као претеча папира који се прави од целулозе, значајно је проширила видике и отворила могућности за развој папирне индустрије.
Што се тиче Цај Луновог процеса израде папира, из радова Линг Чуншенга видимо да је Цај Лун унапредио основне технике прављења папира и да је био под утицајем аустронежанских култура са југа које су користиле коре дрвета. Он је интегрисао два процеса прављења папира – од древне свиле (Хан традиција) и од коре дрвета (аустронежанска култура). Процес прављења папира од свиле је комбиновао са својим знањем прављења папира од коре дрвета, чиме се материјал животињског порекла (свилене бубе) у највећој мери замењује биљним влакима (рибарске мреже, дрво). Тако је настао прави папир (кин.真纸, пин’јин: zhēn zhǐ), јефтин и практичан за употребу, који су савременици прозвали папир Цаи Хоуа (кин.蔡侯纸, пин’јин: Cài Hóu zhǐ).

## Биографија

### Младост
Цај Лун је ушао на двор у последњим годинама ере Јонгпинг цара Минга династије Хан. Када је на власт дошао цар Џанг, као евнух је имао дворску функцију. Након што је устоличен цар Хе, он је унапређен у позицију средњорангираног слуге који је учестовао у планирању тајних државних послова. У записима „Историја источне династије Хан“. тврди се да је Цај Лун био веoма талентован за учење (талентован ђак), да је био часни чиновник (показивао изузетну марљивост) и да више пута није оклевао да наруши углед цара када се причало о стању у земљи.

### Техника усавршавања
Касније, Цај Лун је служио као судија и био је задужен да надгледа  производњу добара царске палате. Сматра се да је од тог момента он почео да ступа у контакт са разним занатима Источног Хана и да је тада унапредио технику израде папира. Према записима  „Историја источне династије Хан“, још од древних времена за израду књига и разних докумената користиле су се плочице бамбуса, а касније се појавила свила као мекша текстура. Но, због тога што је цена употребе свиле као папира била висока и због тога што је бамбус био тежак, Цај Лун је желео да иновира технологију израде папира и да користи јефтине материјале попут коре дрвета, крпа, конопље и рибарских мрежа. На тај начин значајно је смањио цену израде папира, а истовремено је и створио услове са широку употребу папира.
У првој години владавине цара Хеа династије Хан (105. година), Цај Лун је цара обавестио о  значајном напретку на пољу израде папира. Цар је изузетно ценио таленат Цај Луна и због тога је промовисао нову технологију израде папира у целој земљи.
У првој години ере Јуенчу цара Ана династије Хан (114. година), Цаи Лун добија племићку титулу и постаје познат као  Лонгтинг Хоу, и зато су касније људи папир прозвали папир Цаи Хоуа. Касније је имао и високу функцију на двору. У четвртој години ере Јуенчу (117. година), цар Ан династије Хан је одабрао учењаке да организују списе и документа, а Цај Луна је поставио као супервизора.

### Самоубиство отровом
Када је Цаи Лун служио на својој првој функцији на двору, био је под утицајем моћне царице мајке Доу. Учествовао је у смештању кривице баки цара Ана, гђи. Сонг и њеном сину, принцу Лиу Ћингу (оцу цара Ана). Лиу Ћинг је изгубио положај, а гђа. Сонг и њена сестра су извршиле самоубиство тровањем. Цаи Лун је убрзо постао десна рука царице мајке Доу. Након њене смрти, цар Ан је је Цаи Луну наредио да се преда суду због онога што је учионио његовој породици. Како би избегао срамоту, Цаи Лун се окупао, обукао своју најчистију одећу и извршио самоубиство испијањем отрова. Након смрти, његово тело је сахрањено у његовом павиљону Фенгдилонг, који се налази у данашњем граду Ханџонг, провинција Шанси.